# マイク・ヨハンセン

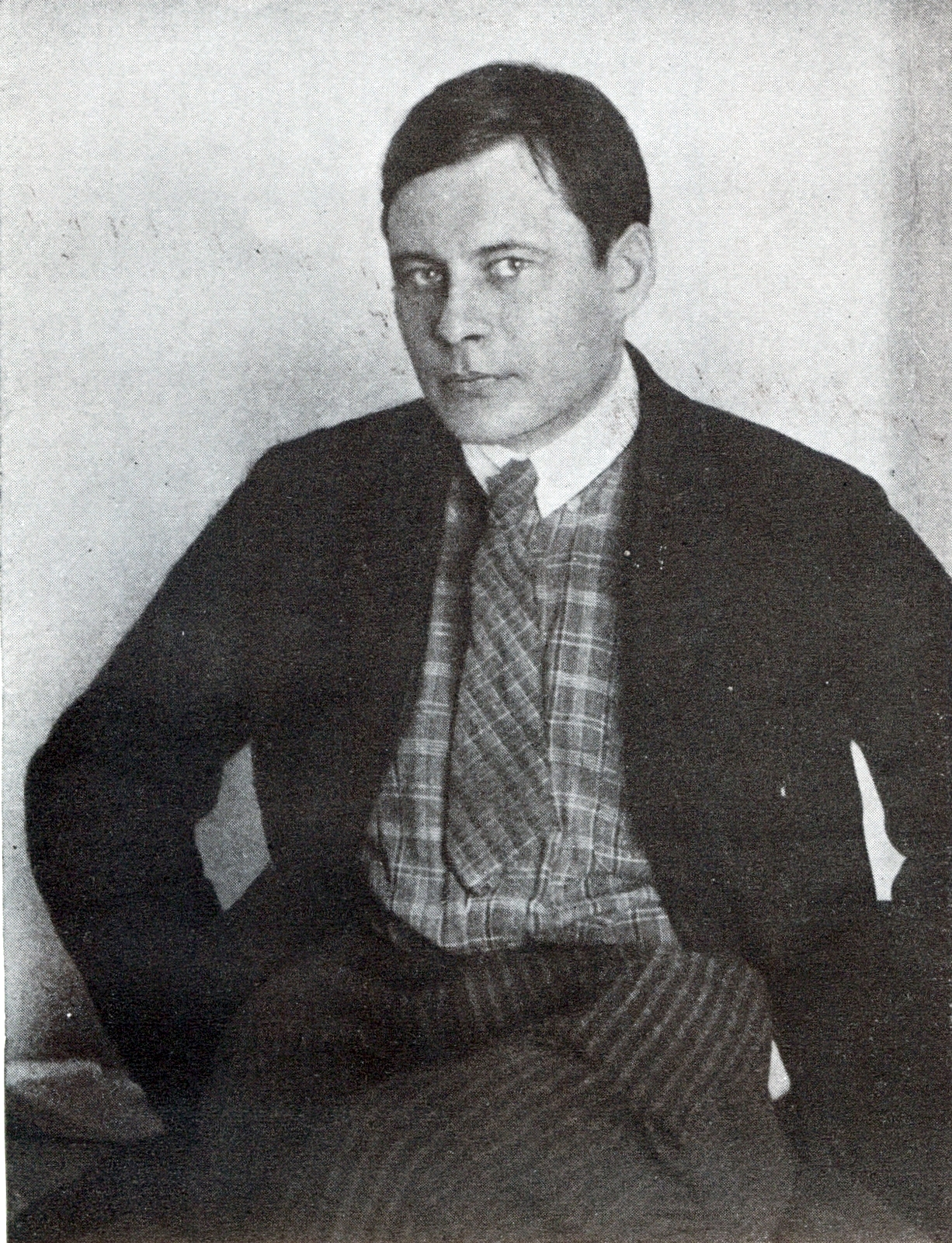
1928年

ミハイロ・ヨハンセン（またはマイク・ヨハンセン、ウクライナ語: Майк Гервасійович Йогансен; pseudonyms Villi Vetselius [Willy Wetzelius] and M. Kramar; 1895年10月16日 - 1937年）はウクライナの詩人、作家、劇作家、翻訳家、批評家、言語学者。ウクライナ自由プロレタリア安家同盟（VAPLITE）の創設者の一人である。

## 生涯
1895年、ラトビア出身（一説によれば、スウェーデンまたはノルウェー出身）のドイツ語教師を父としてハルキウ市に生まれ、ハルキウ第3中等教育学校で教育を受けた。その後、ハルキウ大学で学び、ラテン語を専攻して1917年に卒業。
1925年に、ウクライナ自由プロレタリア安家同盟の共同創業者となった。1934年には、ウクライナのソビエト作家同盟に加わった。
1937年10月27日、内務人民委員部の監獄で銃殺された。

## 代表作
- 『レオナルド博士とその後の想い人たる麗しのアルチェスタの、スロボジャンシチナのスイスの旅』[3]